# Vallfogona de Balaguer
Vallfogona de Balaguer, del llatí Valle fecunda o vall fèrtil, és un municipi de Catalunya situat a la comarca de la Noguera, situat al marge esquerre del riu Segre.

## Geografia
- Llista de topònims de Vallfogona de Balaguer (Orografia: muntanyes, serres, collades, indrets..; hidrografia: rius, fonts...; edificis: cases, masies, esglésies, etc).

A més del nucli de Vallfogona de Balaguer, capital del municipi, també inclou els nuclis de la Ràpita i l'Hostal Nou i la Codosa, aquest darrer en continu urbà amb Balaguer.
Vallfogona de Balaguer té dues esglésies parroquials i dues escoles de primària, una al nucli del municipi i l'altra a la Ràpita. A més també disposa de guarderia municipal, escola de dansa, emissora municipal de ràdio i una escola de capacitació agrària.
L'agricultura i la ramaderia són els principals motors econòmics del municipi. En destaca el bestiar boví, amb un gran volum de producció lletera. Hi ha també instal·lades diverses indústries on es fabriquen tubs, guix i mobles.
Hi ha masies com Ca l'Alegret.
| Balaguer |         | La Sentiu de Sió   |
|          |         | Bellcaire d'Urgell |
| Térmens  | Bellvís | Linyola            |

## Història

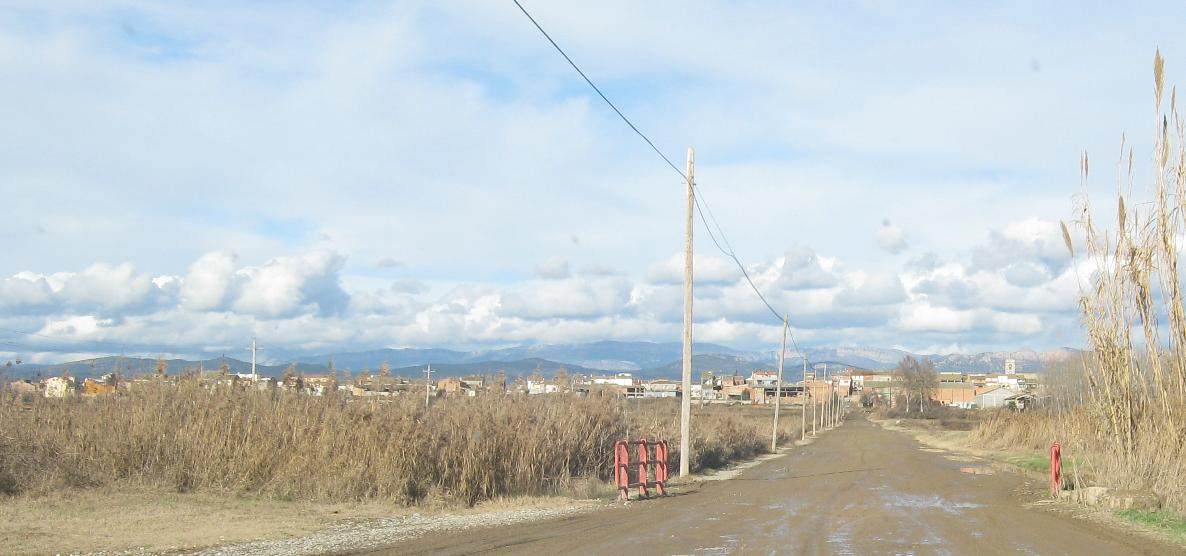
Vista de Vallfogona de Balaguer

Els primers vestigis d'activitat humana coneguts es troben a la Pedrera de Vallfogona, descoberta per Díez-Coronel l'any 1958, durant les obres de la central hidroelèctrica de Térmens, i excavada per Maluquer de Motes amb l'equip de l'Institut d'Estudis Ilerdencs. Es tracta del jaciment arqueològic que més informació ha proporcionat sobre els ilergets. Probablement destruït durant l'època romana vers el segle ii aC, fou un cas excepcional d'un hàbitat continuat en un mateix lloc al llarg d'un miler d'anys durant l'època ibèrica.
També en l'època romana hi ha documentada una vil·la rústica en el raval de l'Hostal Nou. La seva utilització va des del segle I dC fins a la fi de l'imperi romà. De la islamització, que arriba a la totalitat del territori de l'Àndalus l'any 714, en romanen els topònims de la Ràpita, la Saida o Carbona.
Amb la conquesta cristiana, Ermengol VI conquereix el terme el 1105, moment en què es constaten termes com Vallfogona de Balaguer o la Ràpita però que segueixen camins diferents fins al segle xix. L'església queda repartida i integrada entre les de Sant Salvador de Balaguer i Santa Maria de Solsona. El 1322 esdevé un feu de la Canònica de Balaguer i una possessió de Ramon Cortit, que a més d'ésser senyor de Vallfogona de Balaguer, ho és també d'Ormella i Montaspre, a la vall d'Àger.
L'any 1413 la població de Vallfogona de Balaguer compta amb 12 cases poblades. Posteriorment, l'any 1640, el poble queda despoblat a causa de la guerra dels Segadors i un seguit de males collites. No és fins al 1665 que, finalitzada la guerra, torna a repoblar-se. El 1719, després del decret de Nova Planta, Vallfogona de Balaguer passa de la vegueria de Lleida a l'alcaldia major de Balaguer. El 1788, segons Francisco de Zamora, la Canònica de Lleida estabilitza la població, possiblement amb gent provinent del Timonal, que també pertanyia a aquesta senyoria.

## Comunicacions i transports
- Pel terme municipal passa l'Eix del Pallars (C-13) i la carretera C-53.
- També hi té estació de ferrocarril, per on hi passa la línia de Lleida a la Pobla de Segur dels Ferrocarrils de la Generalitat de Catalunya.

## Demografia
| Entitat de població      | Habitants (2023) |
| Vallfogona de Balaguer   | 1.168            |
| l'Hostal Nou i la Codosa | 461              |
| la Ràpita                | 332              |
| Font: Idescat            |                  |

| 1497 f | 1515 f | 1553 f | 1717 | 1787 | 1857 | 1877 | 1887 | 1900 | 1910 |
| ------ | ------ | ------ | ---- | ---- | ---- | ---- | ---- | ---- | ---- |
| 1      | 1      | -      | -    | 52   | 636  | 447  | 582  | 703  | 861  |

| 1920 | 1930 | 1940  | 1950  | 1960  | 1970  | 1981  | 1990  | 1992  | 1994  |
| ---- | ---- | ----- | ----- | ----- | ----- | ----- | ----- | ----- | ----- |
| 915  | 984  | 1.010 | 1.279 | 1.312 | 1.429 | 1.299 | 1.413 | 1.397 | 1.397 |

| 1996  | 1998  | 2000  | 2002  | 2004  | 2006  | 2008  | 2010  | 2012  | 2014  |
| ----- | ----- | ----- | ----- | ----- | ----- | ----- | ----- | ----- | ----- |
| 1.430 | 1.443 | 1.505 | 1.528 | 1.526 | 1.601 | 1.735 | 1.788 | 1.853 | 1.888 |

| 2016  | 2018  | 2020  | 2022  | 2024  | 2026 | 2028 | 2030 | 2032 | 2034 |
| ----- | ----- | ----- | ----- | ----- | ---- | ---- | ---- | ---- | ---- |
| 1.868 | 1.884 | 1.906 | 1.935 | 2.000 | -    | -    | -    | -    | -    |

## Festes i tradicions
A Vallfogona de Balaguer s'hi celebren diverses festes:
- La Festa Major del Roser: el segon diumenge de maig, en honor de la Mare de Déu del Roser. La vigília es planta un xop davant de les escoles municipals, a la plaça de Sant Miquel.
- La Festa Major de Sant Miquel: el cap de setmana proper al 29 de setembre. Es talla el xop plantat per la festa del Roser.
- La Festa de les Cassoles: l'11 de setembre.
- La revetlla de Sant Joan